# Butte (topographie)
Pour les articles homonymes, voir Butte.

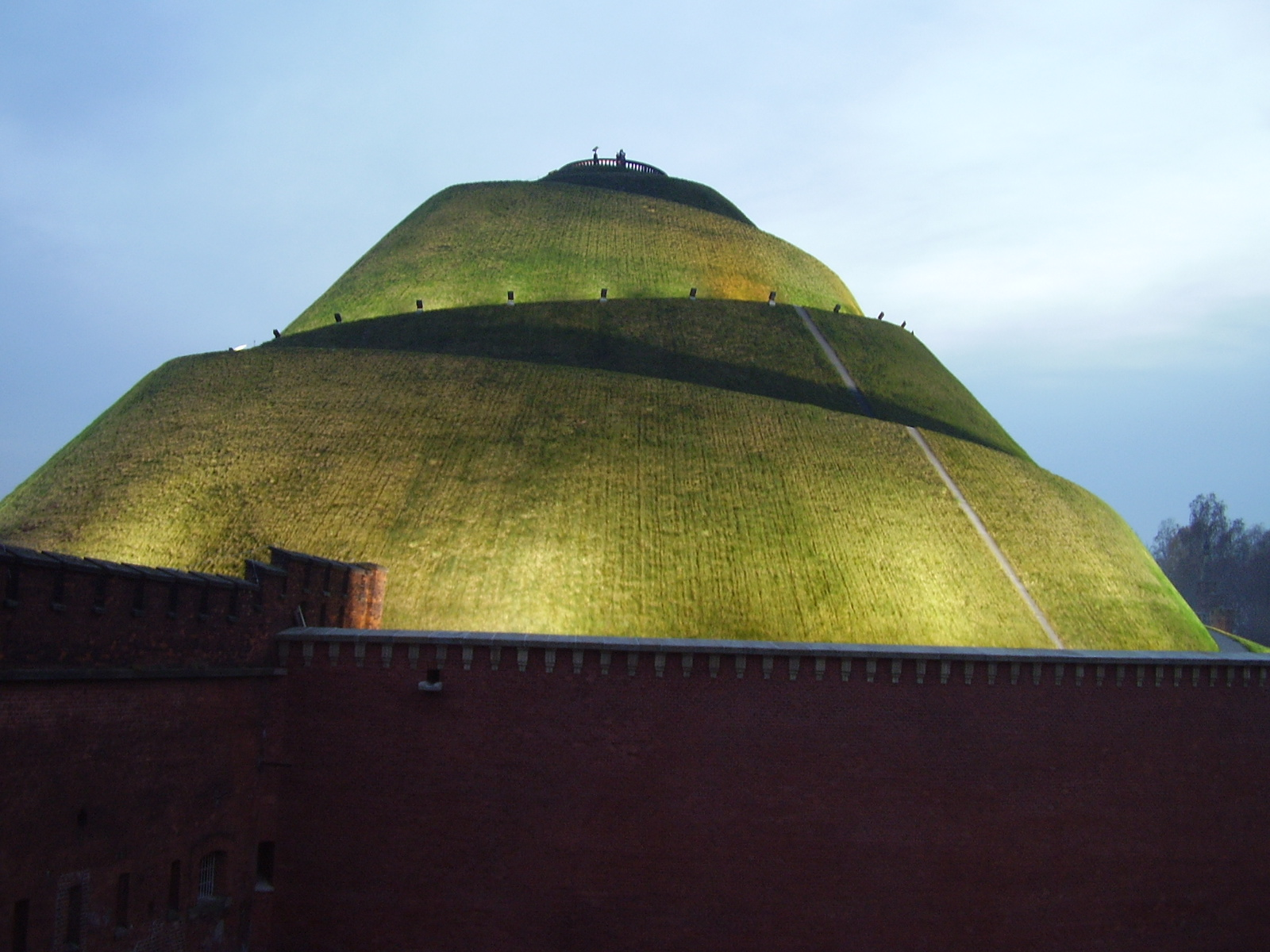
Kopiec Kościuszki, Cracovie, Pologne.

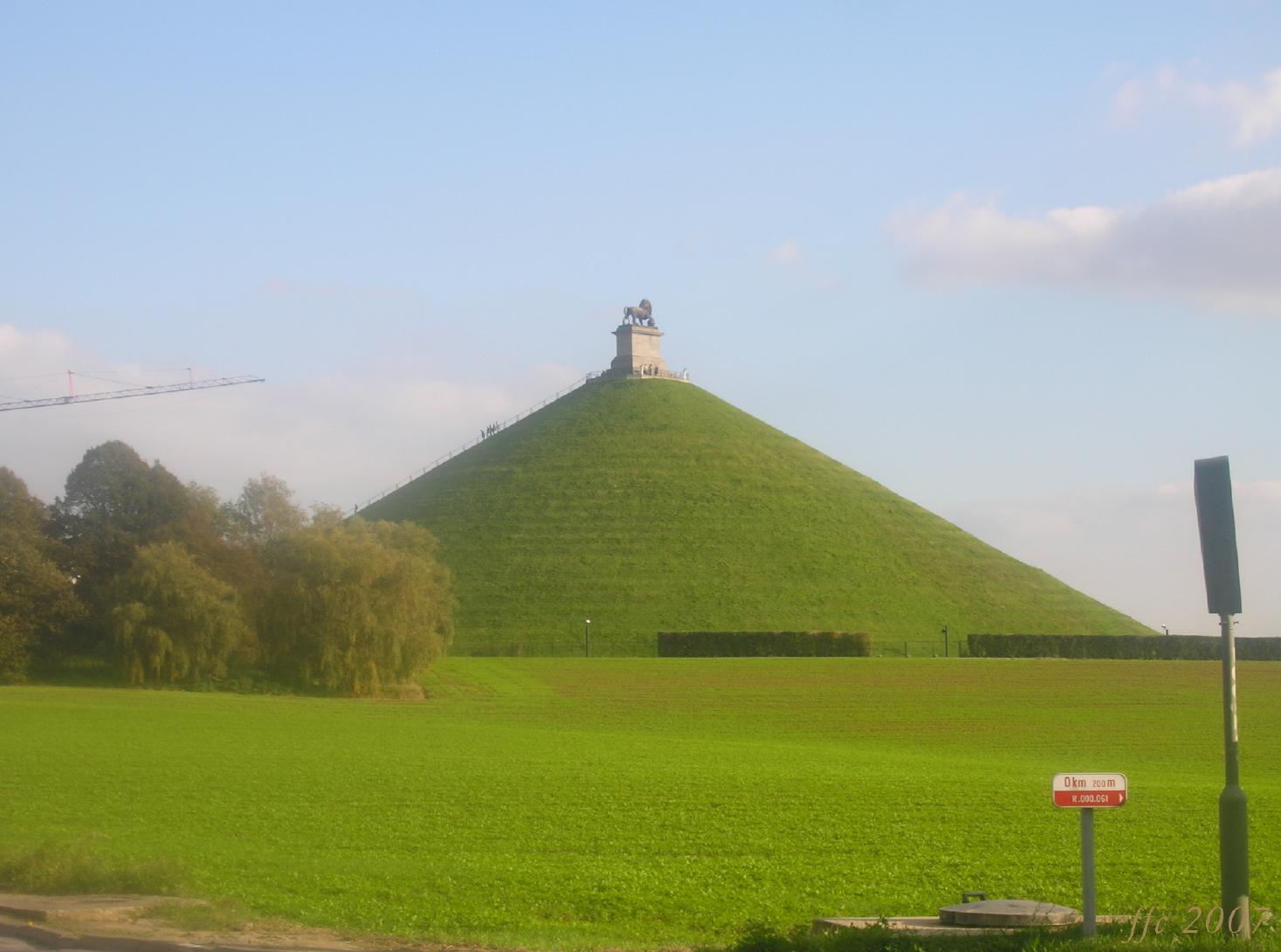
Butte du Lion commémorant la bataille de Waterloo, en Belgique.

Une butte (tertre ou monticule) est une accumulation en tas, de terre, gravier, sable, roches ou débris divers, naturelle ou artificielle. Une butte peut être n'importe quelle zone arrondie topographiquement élevée relativement à n'importe quelle surface, une petite colline.
Un palse est une petite butte souvent ronde rencontrée en milieu périglaciaire, en contexte de pergélisol intermittent.
Le plus souvent, les buttes sont des formations artificielles de terre à l'image des collines et des montagnes. Des butte artificiels ont été créés pour diverses raisons à travers l'histoire, compris cérémonielles (tertre plate-forme (en)), funéraires (tumulus) et commémoratives (Kopiec Kościuszki, butte du Lion), etc..
L’expression « butte » se trouve incluse dans différents toponymes, butte Montmartre, buttes Chaumont à Paris ou encore la butte Chaumont, une des collines les plus élevées de Normandie. Il s’agit dans ce cas de trois toponymes pléonastiques.
En anglais butte désigne une colline isolée à parois abruptes, en Amérique du Nord, avec un petit sommet plat. Le mot est issu du français. Par ailleurs « butte » se traduit en anglais par les expressions hillock, knoll ou mound.

## Archéologie

### Archéologie nord-américaine

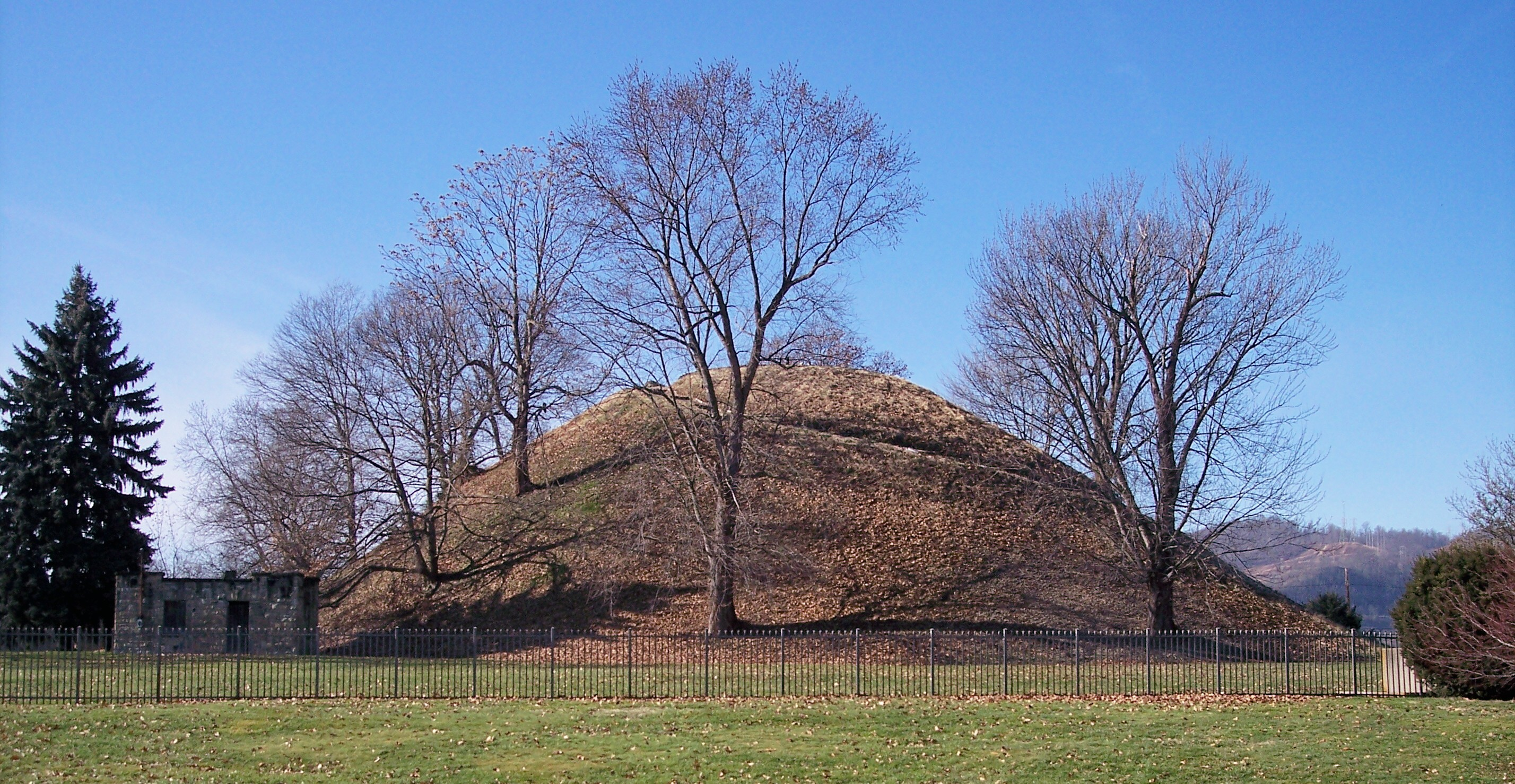
Grave Creek Mound à Moundsville, Virginie-Occidentale, États-Unis.

Dans l'archéologie des États-Unis et du Canada, une butte (en anglais : mound) est une structure en terre surélevée ou un terrassement en remblai destiné à diverses utilisations. Dans l'archéologie européenne et asiatique, le mot « tumulus » peut être utilisé comme synonyme de colline artificielle, en particulier si la colline est liée à des coutumes funéraires particulières.
Bien que le terme « mound » puisse s'appliquer aux constructions historiques, la plupart des buttes aux États-Unis sont des tertres précolombiens, construits par des peuples amérindiens (Mound Builders)[réf. nécessaire]. Les Amérindiens ont construit une variété de buttes ou tertres, y compris des pyramides ou tumulus à sommet plat (platform mounds, rounded cones, et ridge ou loaf-shaped mounds). Certaines buttes ont pris des formes inhabituelles, telles que le contour d'animaux d'importance cosmologique. Celles-ci sont connues sous le nom de buttes effigies (en) (effigy mound). Certaines buttes, notamment au Wisconsin, ont des formations rocheuses ou des pétroformes (en) en leur sein, sur eux ou à proximité.
Bien que ces butte ne soient peut-être pas aussi célèbres que les tumulus funéraires, comme leurs analogues européens, les tumulus amérindiens ont également une variété d'autres utilisations. Alors que certaines cultures préhistoriques, comme la culture Adena, utilisaient de préférence des tumulus pour l'inhumation, d'autres utilisaient des buttes pour d'autres actes rituels et sacrés, ainsi que pour des fonctions séculières. Les buttes plates-formes de la culture mississippienne, par exemple, peuvent avoir soutenu des temples, les maisons des chefs tribaux, les maisons du conseil et peuvent également avoir servi de plate-forme pour parler en public. D'autres buttes auraient fait partie de murs défensifs pour protéger une certaine zone. La culture Hopewell utilisait des butte comme marqueurs d'alignements astronomiques complexes liés aux cérémonies.
Les buttes tertres et les terrassements en remblai connexes sont les seules constructions monumentales importantes en Amérique du Nord orientale et centrale précolombienne.
Les buttes reçoivent des noms différents en fonction de la culture dans laquelle elles naissent. Les Mound Builders, « constructeurs de butte », sont plus communément associés aux tertres dans les Amériques. Ils ont des significations différentes et sont parfois construits comme des animaux et peuvent être vus facilement du ciel.

### Inde

#### Kankali Tila

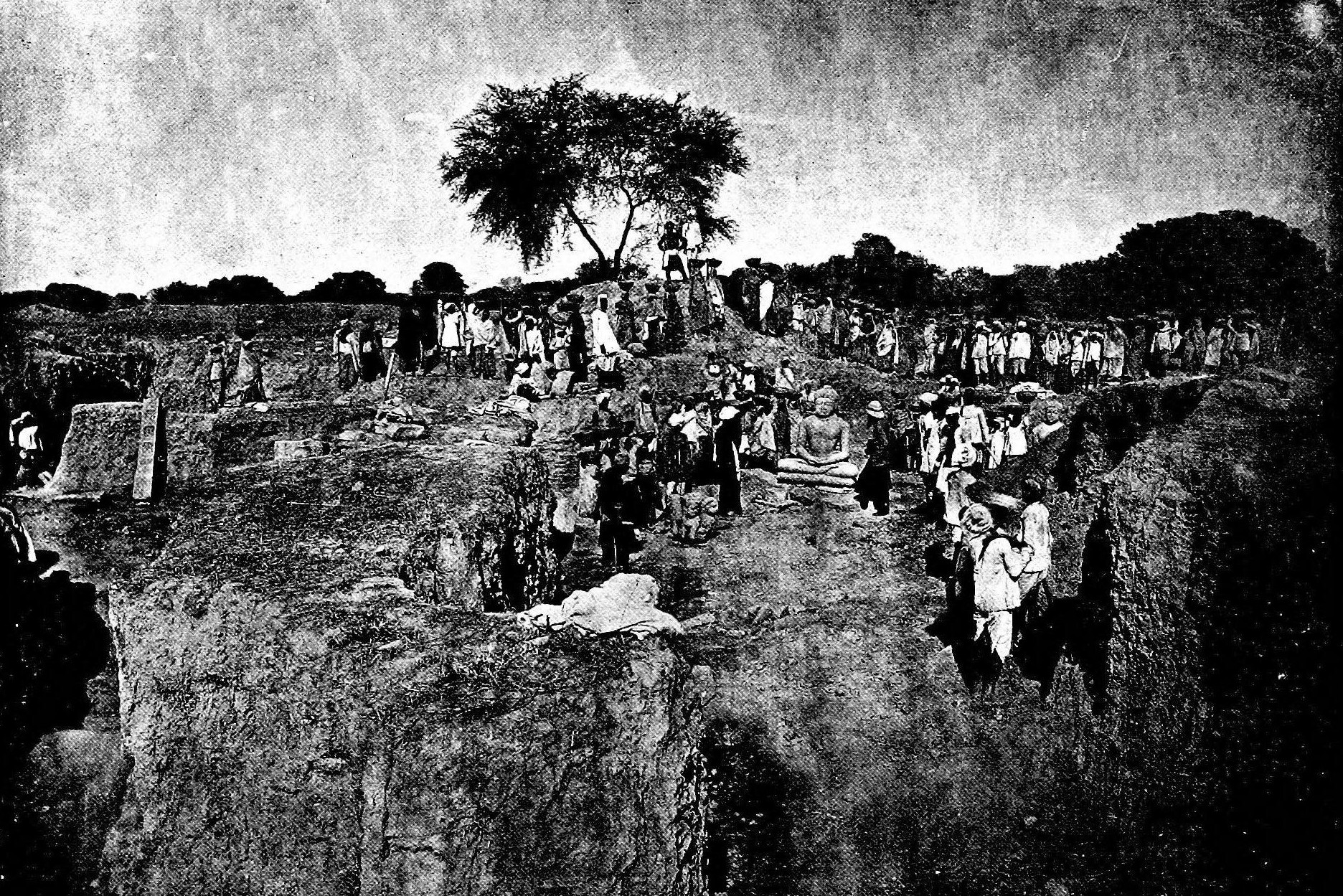
Vue générale des fouilles de janvier 1889 à Kankali Tila, Mathura.

Kankali Tila (en) est une butte célèbre située à Mathura dans l'État indien de l'Uttar Pradesh. Un stūpa jain y a été fouillé en 1890-1891 par le Dr Fuhrer.

## Types de buttes
- Cairn
  - Cairn dolménique
- Buttes effigie (en)
- Kofun (butte japonaise)
- Butte plate-forme (en)
- Butte sous-glaciaire (en)
- Tell (comprend également des synonymes multilingues pour les buttes au Proche-Orient)
- Tumulus
  - Bank barrow (en)
  - Bell barrow (en)
  - Bowl barrow (en)
  - Tumulus allongé
  - Kourgane
  - Tumulus allongé
  - Oval barrow (en)